# Qualificazioni al campionato mondiale di calcio 2010 - CAF

## Prima fase
Inizialmente erano previsti cinque incontri di andata e ritorno ad eliminazione diretta, vi avrebbero partecipato le dieci nazioni africane con ranking più basso (secondo la classifica FIFA del luglio 2007). Questo era stato il risultato del sorteggio:
| Squadra #1          | Squadra #2         |
| ------------------- | ------------------ |
| Madagascar          | Comore             |
| Somalia             | eSwatini           |
| São Tomé e Príncipe | Rep. Centrafricana |
| Sierra Leone        | Guinea-Bissau      |
| Seychelles          | Gibuti             |

Il 31 agosto 2007 le federazioni di São Tomé e Príncipe e della Repubblica Centrafricana hanno annunciato il loro ritiro dalla competizione. Con l'obiettivo di mantenere invariato il formato della seconda fase, è stato deciso l'automatico passaggio del turno per eSwatini e Seychelles (le nazionali col migliore ranking tra le dieci), e le squadre che le avrebbero incontrate, Somalia e Gibuti, sono state accoppiate tra loro. L'incontro tra Gibuti e Somalia è stato giocato in gara unica in Gibuti, poiché la Somalia non ha strutture idonee agli standard FIFA, le altre due eliminatorie con partite di andata e ritorno. Tutti gli incontri si sono disputati tra il 14 ed il 17 ottobre 2007.

### Risultati

#### Primo incontro
| Arbitro: | Wellington Kaoma |

|                                                                      |           |                            |
| Andriantsima 30’ 40’ 49’ (rig.) 57’ Rakotomandimby 65’ Tsaralaza 79’ | Marcatori | 6’ Midtadi 53’ (rig.) Ibor |

| Arbitro: | Jérôme Damon |

|  |           |                                                      |
|  | Marcatori | 38’ 52’ Nomenjanaharay 62’ Rakotomandimby 74’ Robson |

- Il  Madagascar passa alla seconda fase per un risultato aggregato di 10-2

#### Secondo incontro
| Arbitro: | Khalid Abdel Rahman |

|               |           |  |
| H. Yassin 84’ | Marcatori |  |

- Il  Gibuti passa alla seconda fase per un risultato aggregato di 1-0

#### Terzo incontro
| Arbitro: | Sule Mana |

|            |           |  |
| Conteh 15’ | Marcatori |  |

| Bissau 17 ottobre 2007 | Guinea-Bissau  | 0 – 0 referto | Sierra Leone | Estádio 24 de Setembro (12.000 spett.)\| Arbitro: \| Josepf Odartei \| |
| Arbitro:               | Josepf Odartei |               |              |                                                                        |

- La  Sierra Leone passa alla seconda fase per un risultato aggregato di 1-0

## Seconda fase
Le 48 nazionali qualificate (45 di diritto più le 3 vincitrici della prima fase) vengono suddivise in dodici gruppi da quattro squadre ciascuno. Il sorteggio si svolge a Durban in Sudafrica il 25 novembre 2007. Le squadre giocheranno un girone all'italiana con partite di andata e ritorno nel corso del 2008, le vincitrici di ogni girone e le migliori otto seconde avanzano alla terza fase. A seguito dell'esclusione dell'Etiopia, e del ritiro dell'Eritrea, i gironi non presentano lo stesso numero di squadre; perciò nel determinare le migliori seconde vengono considerati i punti ottenuti contro prime e terze classificate del proprio girone.

### I gruppi
Dal sorteggio sono stati formati i seguenti raggruppamenti:
| Gruppo 1                                      | Gruppo 2                              | Gruppo 3                          | Gruppo 4                                                  |
| --------------------------------------------- | ------------------------------------- | --------------------------------- | --------------------------------------------------------- |
| - Camerun - Capo Verde - Tanzania - Mauritius | - Guinea - Zimbabwe - Namibia - Kenya | - Angola - Benin - Uganda - Niger | - Nigeria - Sudafrica - Guinea Equatoriale - Sierra Leone |

| Gruppo 5                          | Gruppo 6                               | Gruppo 7                                             | Gruppo 8                                         |
| --------------------------------- | -------------------------------------- | ---------------------------------------------------- | ------------------------------------------------ |
| - Ghana - Libia - Gabon - Lesotho | - Senegal - Algeria - Liberia - Gambia | - Costa d'Avorio - Mozambico - Botswana - Madagascar | - Marocco - Etiopia (rit.) - Ruanda - Mauritania |

| Gruppo 9                                        | Gruppo 10                              | Gruppo 11                                   | Gruppo 12                                 |
| ----------------------------------------------- | -------------------------------------- | ------------------------------------------- | ----------------------------------------- |
| - Tunisia - Burkina Faso - Burundi - Seychelles | - Mali - Rep. del Congo - Sudan - Ciad | - Togo - Zambia - Eritrea (rit.) - eSwatini | - Egitto - RD del Congo - Malawi - Gibuti |

### Squadre qualificate alla fase finale
Passano alla fase finale le nazionali prime classificate in ognuno dei dodici gruppi, ossia:
- Camerun;
- Guinea;
- Benin;
- Nigeria;
- Ghana;
- Algeria;
- Costa d'Avorio;
- Marocco;
- Burkina Faso;
- Mali;
- Zambia;
- Egitto.

Classifica agglomerata delle dodici nazionali seconde arrivate senza i risultati conseguiti contro l'ultima posizionata in ogni gruppo (a eccezione di Ruanda e Togo per le quali si tiene conto invece della classifica piena avendo giocato nei due gruppi da tre squadre):
| Squadra    | P.ti | G | V | N | P | GF | GS | DR |
| ---------- | ---- | - | - | - | - | -- | -- | -- |
| Ruanda     | 9    | 4 | 3 | 0 | 1 | 7  | 3  | +4 |
| Kenya      | 7    | 4 | 2 | 1 | 1 | 6  | 3  | +3 |
| Tunisia    | 7    | 4 | 2 | 1 | 1 | 4  | 3  | +1 |
| Togo       | 6    | 4 | 2 | 0 | 2 | 8  | 3  | +5 |
| Gabon      | 6    | 4 | 2 | 0 | 2 | 3  | 3  | 0  |
| Sudan      | 6    | 4 | 2 | 0 | 2 | 5  | 6  | -1 |
| Malawi     | 6    | 4 | 2 | 0 | 2 | 3  | 4  | -1 |
| Mozambico  | 5    | 4 | 1 | 2 | 1 | 5  | 3  | +2 |
| Gambia     | 5    | 4 | 1 | 2 | 1 | 2  | 2  | 0  |
| Angola     | 4    | 4 | 1 | 1 | 2 | 6  | 6  | 0  |
| Capo Verde | 3    | 4 | 1 | 0 | 3 | 3  | 7  | -4 |
| Sudafrica  | 1    | 4 | 0 | 1 | 3 | 0  | 4  | -4 |

Passano inoltre alla fase finale anche le otto migliori seconde in base alla classifica di cui sopra, ossia:
- Ruanda;
- Kenya;
- Tunisia;
- Togo;
- Gabon;
- Sudan;
- Malawi;
- Mozambico.

## Fase finale
Le 20 squadre che hanno superato la seconda fase sono state divise in 4 urne in base alla loro classifica mondiale della FIFA dell'ottobre 2008 (posizione tra parentesi).
| Urna 1                                                               | Urna 2                                                       | Urna 3                                                         | Urna 4                                                         |
| -------------------------------------------------------------------- | ------------------------------------------------------------ | -------------------------------------------------------------- | -------------------------------------------------------------- |
| Camerun (12) Egitto (22) Ghana (25) Nigeria (27) Costa d'Avorio (29) | Guinea (41) Marocco (43) Tunisia (47) Mali (53) Algeria (56) | Burkina Faso (63) Gabon (67) Zambia (70) Kenya (79) Benin (81) | Ruanda (87) Togo (91) Mozambico (100) Sudan (106) Malawi (109) |

Il 22 ottobre 2008 a Zurigo (Svizzera) è stata sorteggiata una squadra da ciascuna urna, per formare 5 gruppi da 4 squadre.
Il sorteggio ha determinato i seguenti gruppi di qualificazione.
| Gruppo A                           | Gruppo B                                | Gruppo C                             | Gruppo D                       | Gruppo E                                          |
| ---------------------------------- | --------------------------------------- | ------------------------------------ | ------------------------------ | ------------------------------------------------- |
| - Camerun - Marocco - Gabon - Togo | - Nigeria - Tunisia - Kenya - Mozambico | - Egitto - Algeria - Zambia - Ruanda | - Ghana - Mali - Benin - Sudan | - Costa d'Avorio - Guinea - Burkina Faso - Malawi |

La prima classificata di ogni gruppo si qualifica per il Campionato mondiale di calcio 2010. Inoltre le prime tre classificate di ogni gruppo si qualificano per la Coppa delle nazioni africane 2010.

### Squadre qualificate al campionato mondiale di calcio 2010
- Camerun
- Nigeria
- Algeria
- Ghana
- Costa d'Avorio

### Squadre qualificate alla Coppa delle Nazioni Africane 2010
- Camerun
- Gabon
- Togo
- Nigeria
- Tunisia
- Mozambico
- Algeria
- Egitto
- Zambia
- Ghana
- Benin
- Mali
- Costa d'Avorio
- Burkina Faso
- Malawi